# Андраж над Ползело
Андраж над Ползело (словен. Andraž nad Polzelo) је насељено место у општини Ползела, Савињска регија, Словенија.

## Историја
До територијалне реорганизације у Словенији био је у саставу старе општине Жалец.

## Становништво
У попису становништва из 2011. године, Андраж над Ползело је имао 828 становника.
| Број становника према пописима | Број становника према пописима | Број становника према пописима |
| ------------------------------ | ------------------------------ | ------------------------------ |
| 1991                           | 2002                           | 2011                           |
| 654                            | 728                            | 828                            |

Напомена: До 1955. исказивано под именом Шент Андраж.